# Recettori κ-oppioidi
I recettori κ-oppioidi (acronimo inglese KOR) sono delle proteine che nell'uomo sono codificate dal gene OPRK1.
Il recettore kappa è uno dei quattro recettori correlati che legano composti simil-oppiacei nel cervello e sono responsabili nel mediare gli effetti di questi composti. Tali effetti includono alterazione della nocicezione, della coscienza, del controllo muscolare e l'umore.
Il recettore kappa è un tipo di recettore oppioide che lega le dinorfine, peptidi oppioidi, come ligando endogeno primario, substrato naturalmente presente nel corpo.
Oltre alle dinorfine, una varietà di alcaloidi naturali, terpeni e altri ligandi sintetici si possono unire al recettore.
Il recettore kappa può funzionare come meccanismo di controllo naturale sulla dipendenza fisica, e quindi i farmaci che agiscono come agonisti e aumentano l'attivazione di questo recettore possono avere potenziale terapeutico nel trattamento della dipendenza.

## Distribuzione
I recettori kappa sono ampiamente distribuiti nel cervello (ipotalamo, sostanza grigia periacqueduttale e claustro), nel midollo spinale (sostanza gelatinosa di Rolando), e nei neuroni del dolore.

## Sottotipi
Sulla base di studi sui legami del recettore, sono stati individuate tre varianti del recettore: κ1, κ2, e κ3..
Tuttavia, solo un clone di cDNA è stato identificato, quindi questi sottotipi recettoriali probabilmente derivano da interazione della proteina del recettore kappa con altre proteine di membrana associate.